# Agalma clausi
Agalma clausi är en nässeldjursart som beskrevs av Bedot 1888. Agalma clausi ingår i släktet Agalma och familjen Agalmatidae. Inga underarter finns listade i Catalogue of Life.